# ساموئل مایلیان
ساموئل سورنی مایلیان (ارمنی: Սամվել Սուրենի Մայիլյան؛ زادهٔ ۲۲ آوریل ۱۹۴۹) یک  سیاستمدار اهل ارمنستان است که از تاریخ ۱۹۹۰ تا تاریخ ۱۹۹۵ سمت نمایندگی دوره اول شورای عالی جمهوری ارمنستان را برعهده داشت.

## زندگی‌نامه
در 	۲۲ آوریل ۱۹۴۹ ‏در ارمنستان به دنیا آمد . 